# 浅井琳庵
浅井 琳庵（あさい りんなん、1658年〈万治元年〉 - 1711年〈宝永8年もしくは正徳元年〉または1717年〈享保2年〉）は、江戸時代前・中期の儒学者・神道家。名は重遠。通称は万右衛門。別号は義斎。
近江国に生まれる。
山崎闇斎に儒学と垂加神道を学ぶ。八条宮尚仁親王および京極宮文仁親王の侍講のほか、丹波国・園部藩儒を務めた。
没年については「1711年」「1717年」の2説がある。
門人に田辺希文・蘆野東山・磯辺昌言らがいる。
著作は『干土草』『興名草』『武要鈔』『名義詳説』など。